# Entre les murs (film)
Pour le roman, voir Entre les murs.
Pour plus de détails, voir Fiche technique et Distribution.
Entre les murs est un film français réalisé par Laurent Cantet, sorti en 2008.
Il s'agit d'une adaptation du roman de François Bégaudeau, lequel a tenu le rôle principal du film et cosigné l'adaptation cinématographique avec Laurent Cantet et Robin Campillo. L'histoire s'inspire du vécu de l'auteur lorsqu'il enseignait au collège Mozart, un établissement parisien situé en ZEP (zone d'éducation prioritaire).
Ce film a reçu la Palme d'or (à l'unanimité du jury présidé par Sean Penn) lors du Festival de Cannes 2008, ce qui n’avait plus été le cas pour un film de production strictement française depuis 1987 avec Sous le soleil de Satan de Maurice Pialat.

## Synopsis
François Marin est un jeune professeur de français d’une classe de 4e dans un collège réputé difficile du 20e arrondissement de Paris. Il devra « affronter » ses élèves : Esméralda, Souleymane, Khoumba et les autres. François n’hésite pas à sortir du cadre académique et à pousser les adolescents jusqu’à leurs limites afin de les motiver, quitte à prendre parfois le risque de l'excès.

## Fiche technique
Sauf indication contraire, les informations mentionnées dans cette section peuvent être confirmées par la base de données cinématographiques Unifrance,  présente dans la section « Liens externes ».
- Titre original : Entre les murs
- Titre international : The Class[2],[3]
- Réalisation : Laurent Cantet

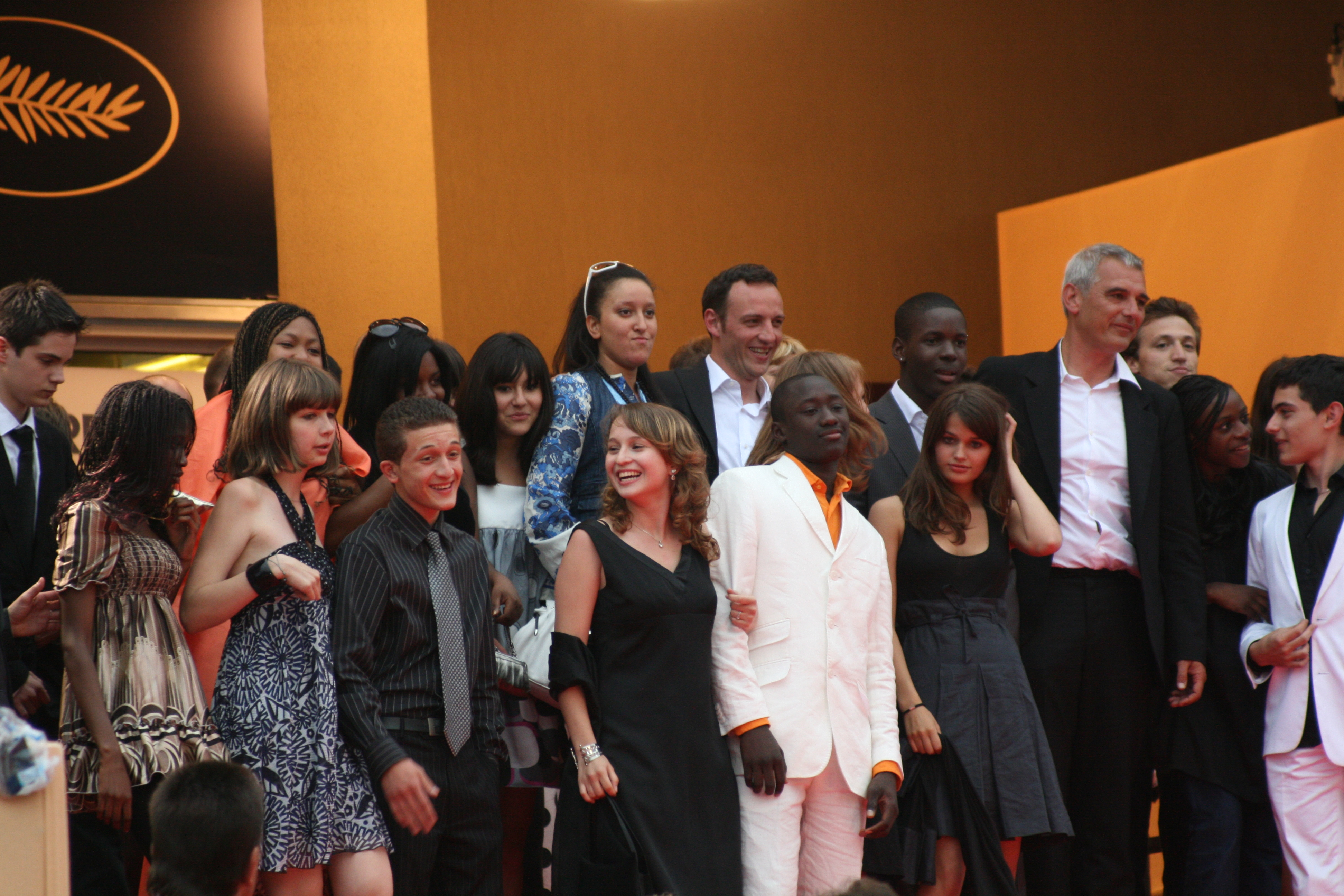
Descente des marches après la présentation du film au festival de Cannes 2008.

- Scénario : Laurent Cantet, François Bégaudeau et Robin Campillo, d'après le roman éponyme de François Bégaudeau
- Musique : n/a
- Décors : Sabine Barthélémy et Hélène Bellanger
- Costumes : Marie Le Garrec
- Photographie : Pierre Millon, Catherine Pujol et Georgi Lazarevski
- Son : Jean-Pierre Laforce, Olivier Mauvezin, Agnès Ravez
- Montage : Robin Campillo et Stéphanie Léger
- Production : Caroline Benjo, Carole Scotta, Barbara Letellier et Simon Arnal-Szlovak
- Sociétés de production[4] : présenté par Haut et Court, en coproduction avec France 2 Cinéma, avec la participation de Canal+, CinéCinéma, France 2 et le CNC, en association avec Soficinéma 3 et Cofinova 4
- Sociétés de distribution[5] : Haut et Court (France) ; Cinéart (Belgique) ; Filmcoopi (Suisse romande) ; Métropole Films Distribution (Québec)
- Budget : 2 474 175 €[6]
- Pays de production : France
- Langues originales : français, bambara, espagnol
- Format[7],[5] : couleur - 35 mm - 2,35:1 (Cinémascope) - son DTS | Dolby Digital | Dolby SRD | SDDS
- Genre : drame
- Durée : 128 minutes
- Dates de sortie[8] :
  - France : 24 mai 2008 (Festival de Cannes) ; 24 septembre 2008 (sortie nationale)
  - Suisse romande : 24 septembre 2008[9]
  - Belgique : 1er octobre 2008[10]
  - Québec : 23 janvier 2009[11]
- Classification[12] :
  - France : tous publics[13]
  - Belgique : tous publics (Alle Leeftijden)[10]
  - Québec : tous publics (G - General Rating)[11]
  - Suisse romande : interdit aux moins de 7 ans[14]

## Distribution

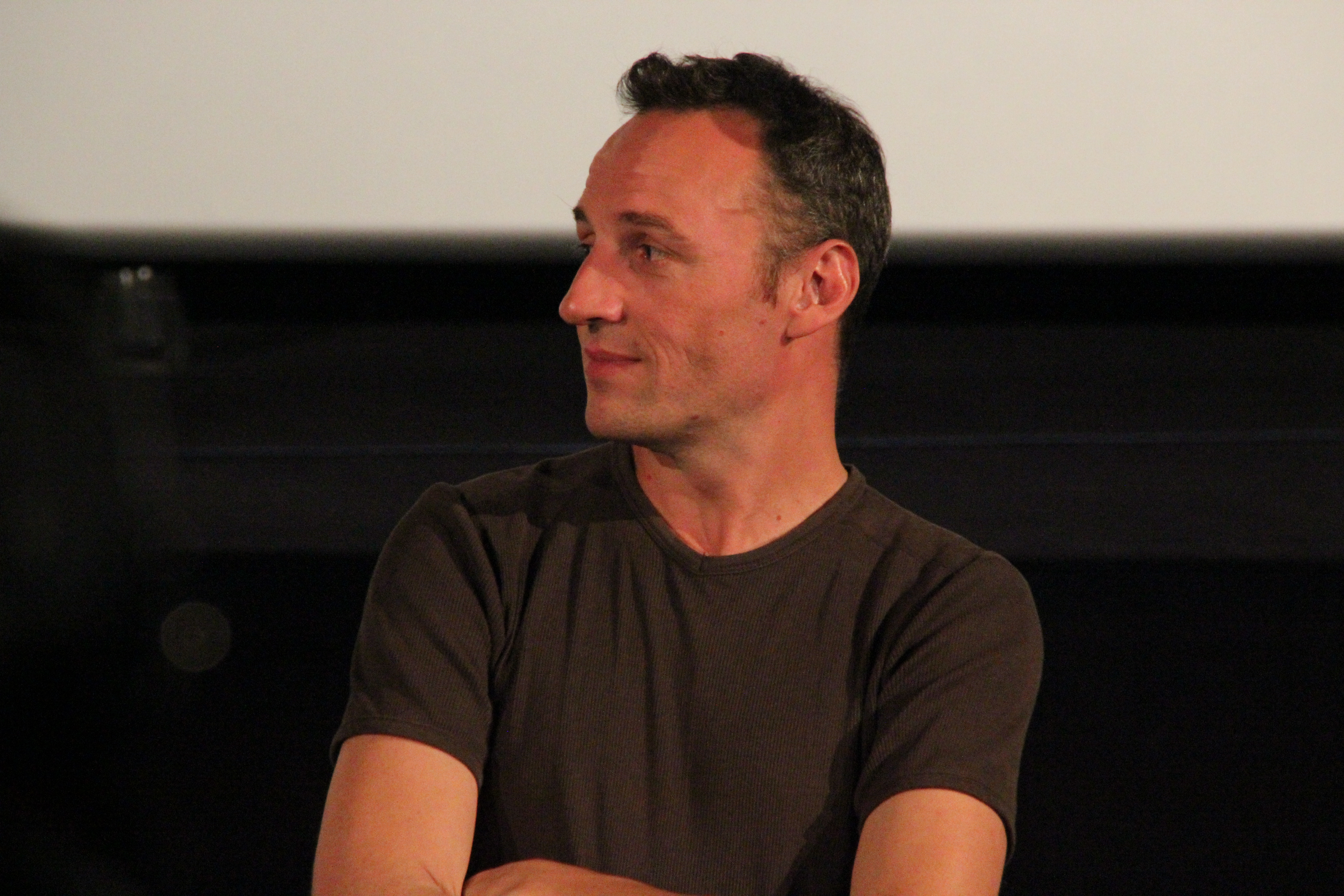
L'auteur du roman à l'origine du scénario, et acteur principal, François Bégaudeau.

- François Bégaudeau : François Marin, professeur de français et professeur principal
- Burak Ozyilmaz : Burak, le premier de la classe
- Boubacar Toure : Boubacar, l'élève agité qui soupçonne l'homosexualité du professeur
- Carl Nanor : Carl, l'élève arrivé en cours d'année (après exclusion d'un autre collège)
- Louise Grinberg : Louise, la déléguée de classe, première de la classe
- Esmeralda Ouertani : Esmeralda, la deuxième déléguée de classe
- Franck Keïta : Souleymane, l'élève qui passe en conseil de discipline
- Henriette Kasaruhanda : Henriette, l'élève passive qui dit n'avoir rien retenu de l'année
- Jean-Michel Simonet : le principal du collège
- Rachel Régulier : Khoumba, l'élève qui refuse de lire
- Rabah Naït Oufella : Rabah

## Production

### Tournage
Le tournage du film s'est déroulé durant les vacances scolaires d'été de 2007 au lycée professionnel Jean-Jaurès dans le 19e arrondissement de Paris.

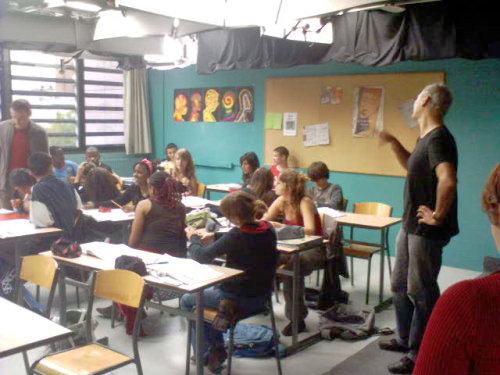
Tournage du film.

## Accueil

### Accueil critique
Le film a été accueilli favorablement par la presse française d'une manière générale,, de même que par la critique étrangère. Par exemple, La Croix estime que la dernière réplique du film — lorsqu'une élève vient dire au professeur en fin d'année qu'elle n'a rien appris, ajoutant « Je ne comprends pas ce qu'on fait. » — est une « phrase-clef de cette oeuvre magnifique qui agit comme un révélateur ».  La Croix indique que le spectateur pourra, au vu du film, soit apprécier l'énergie qui s'y déploie, soit s'inquiéter d'« un tableau apocalyptique de la transmission du savoir ».
Pour le pédagogue Philippe Meirieu, le film montre un enseignant plein de bonnes intentions de la gauche compassionnelle, mais qui néglige tout dispositif de médiation, qui ne fait pas de pédagogie sinon une sorte de cours magistral dialogué sans situation d'apprentissage construite. L'enseignant en vient à jouer de la séduction, de la pression et de la sanction sans éviter la confrontation personnelle avec des élèves. Meirieu s'inquiète de la lecture que l'on peut faire du film, qui en montrant les difficultés et la situation explosive qui émerge, laisse entendre qu'il n'y a pas d'alternative ou qui conforte l'autoritarisme et l'anti-pédagogisme,.

## Distinctions
Entre 2008 et 2010, Entre les murs a été sélectionné 65 fois dans diverses catégories et a remporté 13 récompenses,.

### Distinctions 2008
| Cérémonie ou récompense                                                                        | Catégorie / Récompense                       | Nommé(es) / Lauréat(es)                                         | Nommé(es) / Lauréat(es) |
| ---------------------------------------------------------------------------------------------- | -------------------------------------------- | --------------------------------------------------------------- | ----------------------- |
| Association des critiques de cinéma de Los Angeles                                             | Meilleur film en langue étrangère            | Laurent Cantet                                                  | Nomination              |
| Association des critiques de cinéma de Saint-Louis                                             | Meilleur film en langue étrangère            | Entre les murs                                                  | Nomination              |
| Association des critiques de cinéma de Toronto                                                 | Meilleur film en langue étrangère            | Entre les murs                                                  | Nomination              |
| Association turque des critiques de cinéma (Turkish Film Critics Association (SIYAD) Awards)   | Meilleur film étranger                       | Entre les murs                                                  | Nomination              |
| Communauté du circuit des récompenses (Awards Circuit Community Awards (ACCA))                 | Meilleur film en langue étrangère            | Entre les murs                                                  | Nomination              |
| Cercle des critiques de cinéma de New York                                                     | Meilleur film en langue étrangère            | Entre les murs                                                  | Nomination              |
| De la page à l'image - Festival du film du Croisic                                             | Hublot d'or de la meilleure adaptation       | Laurent Cantet                                                  | Nomination              |
| De la page à l'image - Festival du film du Croisic                                             | Prix Jeune Public de la meilleure adaptation | Laurent Cantet                                                  | Nomination              |
| Festival de Cannes                                                                             | Palme d'Or                                   | Laurent Cantet                                                  | Lauréat                 |
| Festival de Cannes                                                                             | Grand Prix                                   | Laurent Cantet                                                  | Nomination              |
| Festival de Cannes                                                                             | Prix du Jury                                 | Laurent Cantet                                                  | Nomination              |
| Festival de Cannes                                                                             | Prix de la mise en scène                     | Laurent Cantet                                                  | Nomination              |
| Festival de Cannes                                                                             | Prix du Jury œcuménique                      | Laurent Cantet                                                  | Nomination              |
| Festival de Cannes                                                                             | Prix de la Jeunesse                          | Laurent Cantet                                                  | Nomination              |
| Festival de Cannes                                                                             | Prix François Chalais                        | Laurent Cantet                                                  | Nomination              |
| Festival de Cannes                                                                             | Prix de l'Education nationale                | Laurent Cantet                                                  | Nomination              |
| Festival du film de Munich                                                                     | Prix Un Avenir du meilleur réalisateur       | Laurent Cantet                                                  | Lauréat                 |
| Festival international du Film au bord de la mer (Film by the Sea International Film Festival) | Prix du cinéma et de la littérature          | Laurent Cantet                                                  | Lauréat                 |
| Prix du cinéma européen                                                                        | Meilleur film européen                       | Simon Arnal, Caroline Benjo, Barbara Letellier et Carole Scotta | Nomination              |
| Prix du cinéma européen                                                                        | Meilleur réalisateur européen                | Laurent Cantet                                                  | Nomination              |
| Prix Louis-Delluc                                                                              | Prix Louis Delluc                            | Laurent Cantet                                                  | Nomination              |
| Prix Satellites                                                                                | Meilleur film en langue étrangère            | Entre les murs                                                  | Nomination              |
| Union de la presse cinématographique belge                                                     | Prix Humanum                                 | Laurent Cantet                                                  | Lauréat                 |

### Distinctions 2009
| Cérémonie ou récompense                                                                     | Catégorie / Récompense                       | Nommé(es) / Lauréat(es)                              | Nommé(es) / Lauréat(es) |
| ------------------------------------------------------------------------------------------- | -------------------------------------------- | ---------------------------------------------------- | ----------------------- |
| Académie des arts et sciences cinématographiques d'Argentine                                | Prix Sud du meilleur film étranger           | Laurent Cantet                                       | Lauréat                 |
| Association du cinéma et de la télévision en ligne                                          | Meilleur film en langue étrangère            | Entre les murs                                       | Nomination              |
| Cercle des critiques de cinéma de Dublin                                                    | Meilleur film                                | Entre les murs                                       | Nomination              |
| César                                                                                       | César de la meilleure adaptation             | François Bégaudeau, Robin Campillo et Laurent Cantet | Lauréat                 |
| César                                                                                       | Meilleur film                                | Carole Scotta, Caroline Benjo et Laurent Cantet      | Nomination              |
| César                                                                                       | Meilleur réalisateur                         | Laurent Cantet                                       | Nomination              |
| César                                                                                       | Meilleur montage                             | Robin Campillo et Stéphanie Léger                    | Nomination              |
| César                                                                                       | Meilleur son                                 | Olivier Mauvezin, Agnès Ravez et Jean-Pierre Laforce | Nomination              |
| Etoiles d'Or de la Presse du Cinéma Français                                                | Étoile d’or du film français                 | Laurent Cantet                                       | Lauréat                 |
| Etoiles d'Or de la Presse du Cinéma Français                                                | Meilleur réalisateur                         | Laurent Cantet                                       | Nomination              |
| Etoiles d'Or de la Presse du Cinéma Français                                                | Meilleur scénario                            | Laurent Cantet                                       | Nomination              |
| Esprit du film indépendant                                                                  | Prix de l'esprit du meilleur film étranger   | Laurent Cantet                                       | Lauréat                 |
| Globes de cristal                                                                           | Meilleur film                                | Laurent Cantet                                       | Nomination              |
| Grand Prix international de doublage (Gran Premio Internazionale del Doppiaggio)            | Meilleure direction de doublage              | Rodolfo Bianchi                                      | Nomination              |
| Lumières de la presse étrangère                                                             | Lumière du meilleur film                     | Laurent Cantet                                       | Lauréat                 |
| Lumières de la presse étrangère                                                             | Prix du public mondial                       | Laurent Cantet                                       | Lauréat                 |
| Lumières de la presse étrangère                                                             | Meilleure mise en scène                      | Laurent Cantet                                       | Nomination              |
| Lumières de la presse étrangère                                                             | Meilleur espoir - Nomination spéciale        | Entre les murs                                       | Nomination              |
| Lumières de la presse étrangère                                                             | Meilleur scénario                            | François Bégaudeau, Laurent Cantet et Robin Campillo | Nomination              |
| Oscars                                                                                      | Meilleur film en langue étrangère de l'année | Laurent Cantet                                       | Nomination              |
| Prix David di Donatello                                                                     | Meilleur film européen                       | Laurent Cantet                                       | Nomination              |
| Prix de l'esprit indépendant                                                                | Prix du meilleur film étranger               | Laurent Cantet                                       | Lauréat                 |
| Prix du Derby d'or                                                                          | Meilleur film en langue étrangère            | Entre les murs                                       | Nomination              |
| Prix Gopo                                                                                   | Meilleur film européen                       | Laurent Cantet                                       | Nomination              |
| Prix internationaux du cinéma en ligne (INOCA) (International Online Cinema Awards (INOCA)) | Meilleur film en langue étrangère            | Laurent Cantet                                       | Nomination              |
| Prix Jacques-Prévert du scénario                                                            | Meilleure adaptation                         | François Bégaudeau, Laurent Cantet et Robin Campillo | Nomination              |
| Prix NAACP de l'image                                                                       | Prix de l'image du meilleur film étranger    | Entre les murs                                       | Lauréat                 |
| Société des critiques de cinéma internationale (International Cinephile Society Awards)     | Meilleur film en langue étrangère            | Entre les murs                                       | Nomination              |
| Syndicat national des journalistes cinématographiques italiens                              | Meilleur réalisateur européen                | Laurent Cantet                                       | Nomination              |

### Distinctions 2010
| Festivals de cinéma | Catégorie / Récompense                       | Nommé(es) / Lauréat(es)                              | Nommé(es) / Lauréat(es) |
| --- | -------------------------------------------- | ---------------------------------------------------- | ----------------------- |
| Association argentine des critiques de cinéma (Argentinean Film Critics Association Awards)                                 | Condor d'argent du meilleur film étranger    | Laurent Cantet                                       | Lauréat                 |
| Association des écrivains cinématographiques d'Andalousie (ASECAN / Asociación de Escritores Cinematográficos de Andalucía) | Meilleur film étranger                       | Laurent Cantet                                       | Nomination              |
| Bodil | Meilleur film non américain                  | Laurent Cantet                                       | Nomination              |
| Cercle des critiques de cinéma d'Australie                                                                                  | Meilleur film en langue étrangère            | Laurent Cantet                                       | Nomination              |
| Cercle des critiques de cinéma de Londres                                                                                   | Meilleur film en langue étrangère de l'année | Entre les murs                                       | Nomination              |
| Cercle des écrivains de cinéma, Espagne (Cinema Writers Circle Awards, Spain)                                               | Meilleur film étranger                       | Entre les murs                                       | Nomination              |
| Prix Chlotrudis | Meilleur scénario adapté                     | Laurent Cantet, Robin Campillo et François Bégaudeau | Nomination              |
| Prix Guarani (Prêmio Guarani)                                                                                               | Meilleur film en langue étrangère            | Laurent Cantet                                       | Nomination              |
| Prix Goya | Meilleur film européen                       | Laurent Cantet                                       | Nomination              |
| Roberts - Prix du cinéma danois                                                                                             | Meilleur film non américain                  | Laurent Cantet                                       | Nomination              |

### Sélections
- Festival de Cannes 2008 : Sélection officielle - Compétition.
- Festival Paris Cinéma 2008 : Film d'ouverture[23].
- Festival Cinéma Télérama 2009 : Sélection Télérama[23].

## Postérité
Dix ans plus tard, Brigitte Tijou donne la parole aux mêmes jeunes dans son documentaire Les Marches de Belleville.